# Michelle Williams (Sängerin)

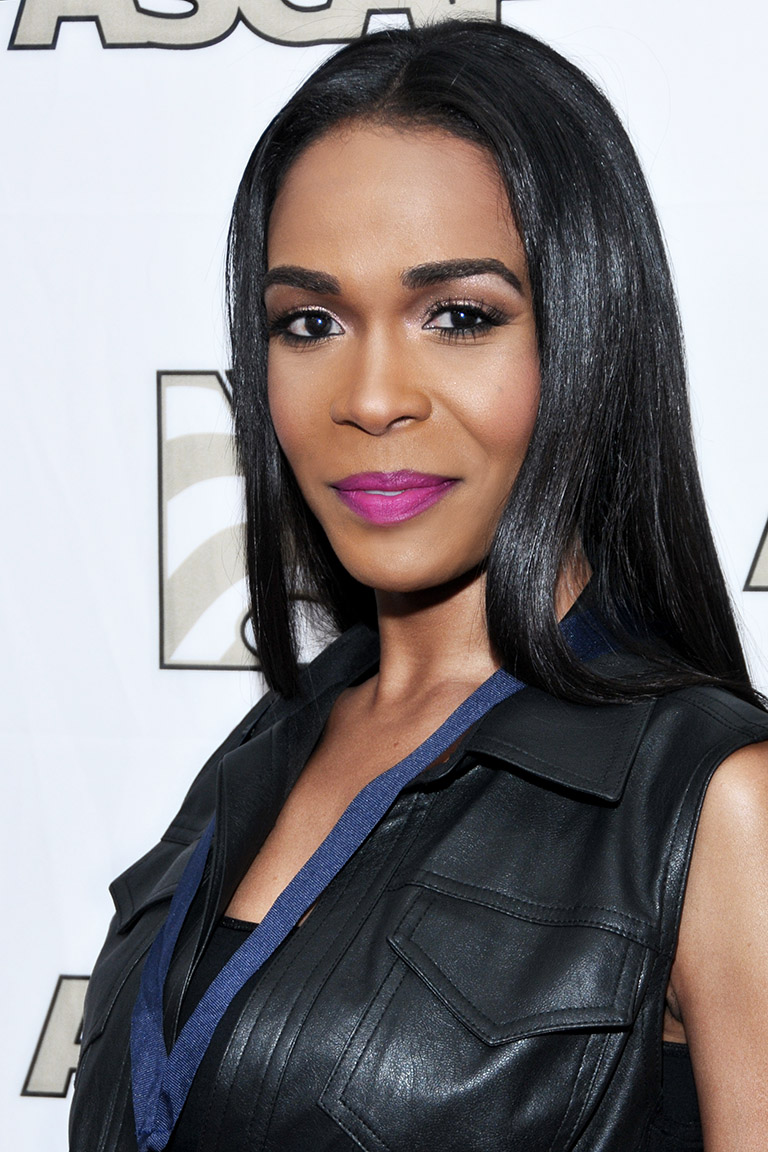
Michelle Williams (2015)

Tenitra Michelle Williams (* 23. Juli 1979 in Rockford, Illinois) ist eine US-amerikanische R&B-, Pop- und Gospelsängerin. Sie wurde als Mitglied des R&B-Trios Destiny’s Child bekannt, dem sie von 2000 bis zur Auflösung der Gruppe im Jahre 2005 angehörte.

## Leben und Wirken

### Jugend
Michelle Williams kam 1979 als drittes Kind strenggläubiger Christen in Rockford, Illinois zur Welt. Im Alter von sieben Jahren begann sie im Kirchenchor zu singen, später machte sie als Mitglied des Quartetts United Harmony (dem auch ihre Schwester Cameron angehörte) auf sich aufmerksam. Neben dem Studium des Strafrechts an der Illinois State University tourte Williams bis Ende 1999 als Backgroundsängerin mit R&B-Sängerin Monica durch die USA.

### Destiny’s Child
siehe auch: Destiny’s Child

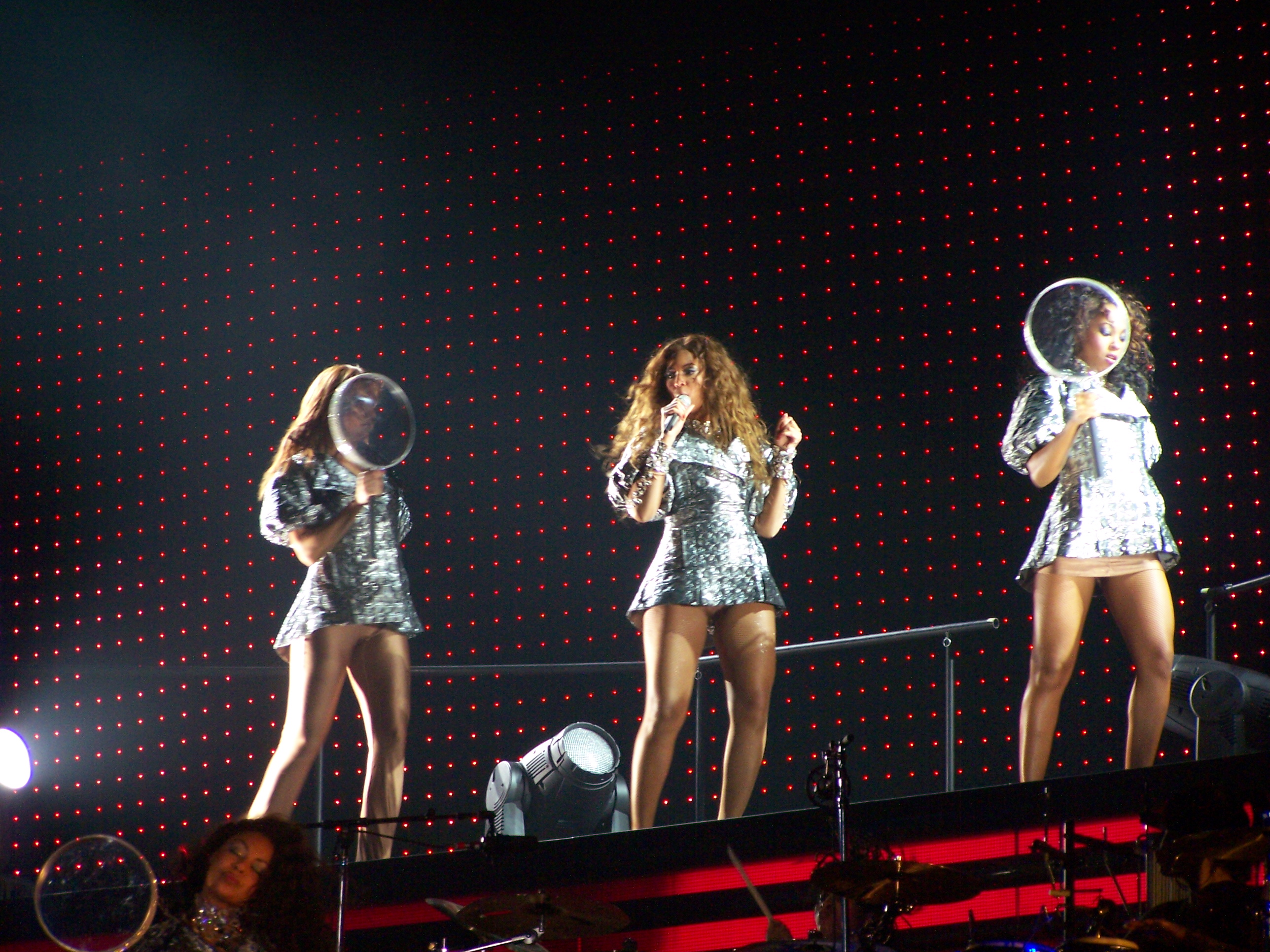
Michelle Williams mit Destiny’s Child

Nach dem Ausscheiden der Gründungsmitglieder LeToya Luckett und LaTavia Roberson erhielt Williams das Angebot, Teil der Neubesetzung des R&B-Quartetts Destiny’s Child zu werden. Sie verließ Rockford und zog nach Houston in Texas, um mit den anderen Mitgliedern arbeiten zu können. Sowohl Williams als auch der zweite Neuzugang Farrah Franklin tauchten erstmals im Musikvideo zur im Februar 2000 veröffentlichten Nr.-eins-Single Say My Name auf. Franklin verließ die Band auf Grund interner Probleme wiederum nach nur fünf Monaten; Destiny’s Child blieben fortan als Trio bestehen.
Im Mai 2001 veröffentlichten Destiny’s Child ihr drittes Album Survivor, das in vielen Ländern Platz eins der Albumcharts belegte. Die Platte verkaufte sich allein in den USA bis Ende 2001 über vier Millionen Mal und brachte mit Independent Women Part I, Survivor, Bootylicious und Emotion vier Hitsingles hervor. Nach der anschließenden Welttournee trennten sich die Wege der Bandmitglieder zu Gunsten von Solokarrieren im Jahre 2002 zunächst.

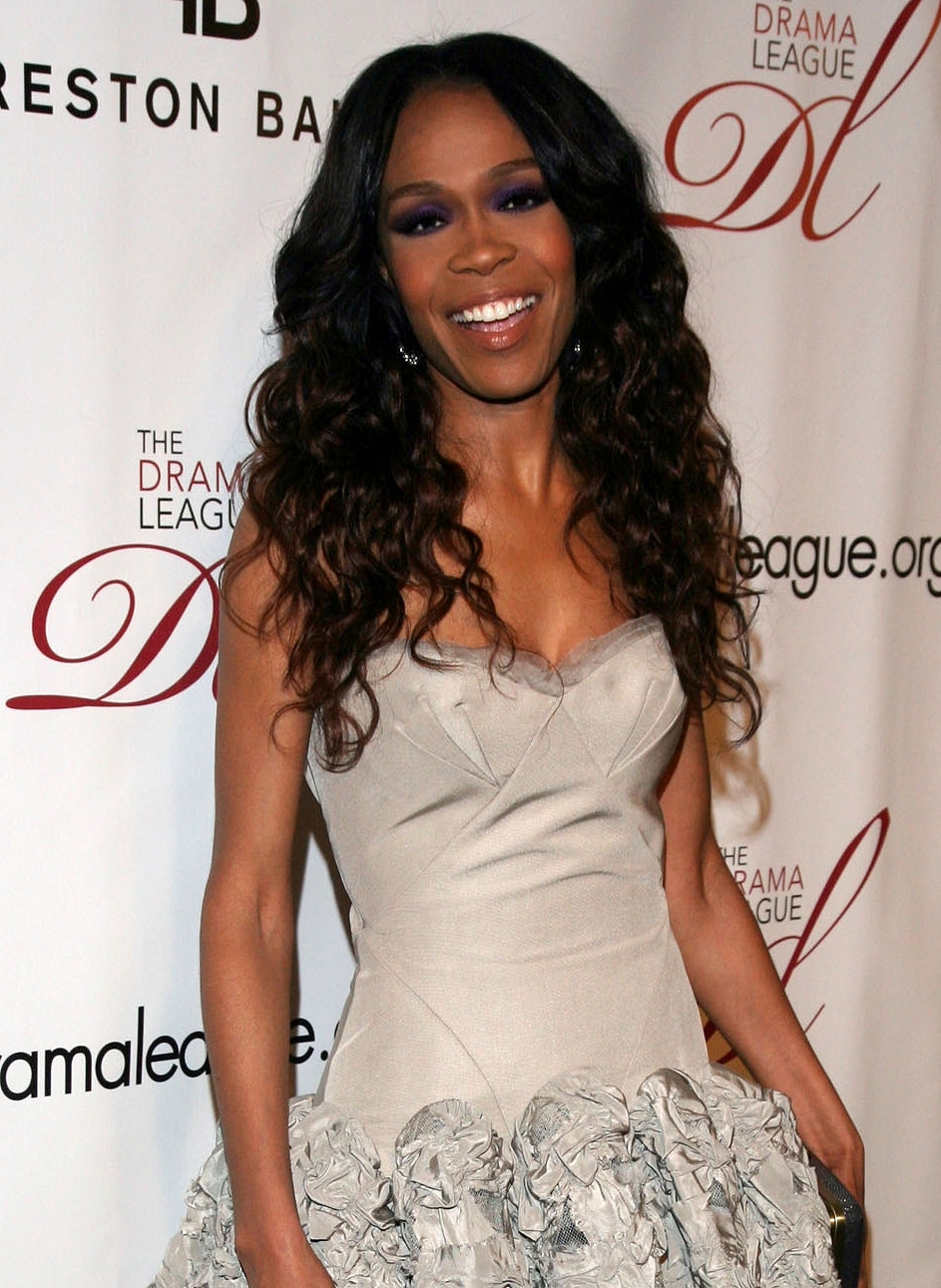
Michelle Williams (2012)

2004 trafen Williams, Rowland und Knowles sich erneut, um ihr viertes Studioalbum Destiny Fulfilled aufzunehmen. Das Album verkaufte sich weltweit mehr als sechs Millionen Mal und produzierte mit den Singleauskopplungen Lose My Breath, Soldier, Girl und Cater 2 U weitere Top-10-Hits. Im Juni 2005 verkündete die Gruppe während ihrer Welttournee ihre endgültige Trennung.

### Solo-Karriere
Erste Erfolge als Solokünstlerin hatte Williams mit ihrem Gospelalbum Heart to Yours. Die im April 2002 veröffentlichte CD verkaufte allein in den USA mehr als 200.000 Kopien und kletterte damit bis auf Platz eins der US-Gospelcharts. Mit Heard a Word brachte das Album jedoch nur eine Auskopplung hervor. Anschließend übernahm die Sängerin für einige Monate die Hauptrolle im Broadwaymusical Aida.
Anfang 2004 veröffentlichte Columbia Records Williams’ zweites Soloalbum Do You Know. Die Platte erreichte Platz 3 der Billboard-Gospelcharts, konnte mit knapp 80.000 verkauften Einheiten jedoch nicht an den Erfolg des Solodebüts anschließen und wurde im Zuge des Releases des Destiny’s-Child-Albums Destiny Fulfilled inklusiver dreier neuer Songs ein zweites Mal veröffentlicht.
Anfang 2008 ließ Williams sich für die Rolle der Blues-Sängerin Shug Avery in der Musicalfassung des Buches Die Farbe Lila verpflichten. Parallel dazu führte sie die Arbeit an ihrem dritten Studioalbum Unexpected fort, das im August 2008 in Nordamerika veröffentlicht und sich nach eigenen Aussagen vermehrt an R&B- und Dance-Musik orientiert. Die erste Singleauskopplung We Break the Dawn erreichte 2008 die Spitze der Billboard-Dance-Airplaycharts.
2007 bekam Williams eine Rolle in Beyoncés Video zur Single Get Me Bodied. Der Dance-Track On the Run mit Electric Giant Beatz wurde 2011 veröffentlicht. Im Februar 2013 trat Williams mit Destiny’s Child beim Super Bowl auf. Williams ist auf Kelly Rowlands Album Talk a Good Game gemeinsam mit Knowles zu hören.
Die erste Auskopplung aus Williams nächstem Album, If We Had Your Eyes, wurde im Juni 2013 in den Vereinigten Staaten als Download veröffentlicht. Das Album trägt den Titel Journey to Freedom. Die zweite Veröffentlichung in den Vereinigten Staaten heißt Fire. Williams, Rowland und Pharrell Williams spielen in Knowles’ Musikvideo zum Song Superpower mit. Die erste internationale Veröffentlichung aus ihrem Album Journey to Freedom war die gemeinsame Single mit Beyoncé & Kelly Rowland Say Yes. Die Single platzierte sich gut in den Charts und zählt zu Williams erfolgreichsten Stücken.
Auf dem Album sind außerdem noch Künstler wie Fantasia, Lecrae und Tye Tribbett zu hören. Williams trat 2016 in der Sendung Centric TV Being auf. Die vierte und letzte Veröffentlichung in den Vereinigten Staaten aus dem Album ist Believe in Me, in diesem Song verarbeitet Williams ihre schwierige Zeit nach Destiny’s Child und den Kampf mit Depressionen.
Williams war mehrmals in der amerikanischen Talkshow The Talk als Co-Moderatorin zu sehen. 2018 hat sie sich mit dem Pastor Chad Johnson verlobt, gemeinsam mit diesem hat sie ihr Leben in der Reality-Show ChadLovesMichelle dargestellt. Die Show lief auf Oprah Winfreys Kanal Own Tv. Im November 2018 trennte sich das Paar, und Williams veröffentlichte den Track Fearless.

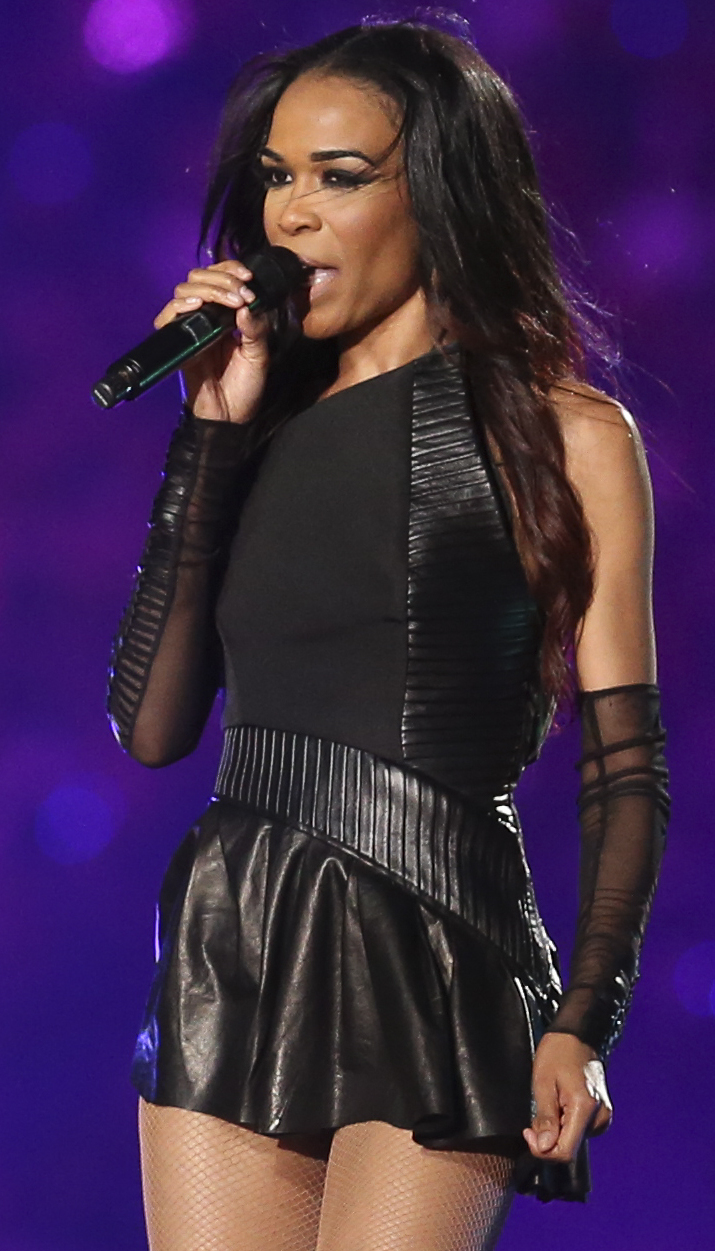
Michelle Williams (2013)

Von September bis Dezember 2019 nahm Williams als Butterfly an der zweiten Staffel der US-amerikanischen Version von The Masked Singer teil und erreichte den siebten von 16 Plätzen. 2021 veröffentlichte Williams das Buch Checking In, das von ihrem Leben mit Ruhm und Depressionen handelt. Von Januar bis Februar 2022 nahm Williams als Rockhopper an der dritten Staffel der britischen Version von The Masked Singer teil und erreichte den vierten von zwölf Plätzen. Im September 2023 sang sie in einer Spezialfolge vor dem eigentlichen Start der zehnten Staffel der US-amerikanischen Version von The Masked Singer zusammen mit der ehemaligen Kandidatin Rumer Willis im Duett (You Make Me Feel Like) A Natural Woman.

## Diskografie

### Studioalben
| Jahr | Titel              | Höchstplatzierung, Gesamtwochen, AuszeichnungChartsChartplatzierungen (Jahr, Titel, Platzierungen, Wochen, Auszeichnungen, Anmerkungen) | Anmerkungen                             |
| Jahr | Titel              | US | Anmerkungen                             |
| ---- | ------------------ | --- | --------------------------------------- |
| 2002 | Heart to Yours     | US57 (14 Wo.)US | Erstveröffentlichung: 16. April 2002    |
| 2004 | Do You Know        | US120 (1 Wo.)US | Erstveröffentlichung: 26. Januar 2004   |
| 2008 | Unexpected         | US42 (2 Wo.)US | Erstveröffentlichung: 7. Oktober 2008   |
| 2014 | Journey to Freedom | US29 (4 Wo.)US | Erstveröffentlichung: 9. September 2014 |

### Singles
| Jahr | Titel Album                  | Höchstplatzierung, Gesamtwochen, AuszeichnungChartsChartplatzierungen (Jahr, Titel, Album, Platzierungen, Wochen, Auszeichnungen, Anmerkungen) | Anmerkungen                         |
| Jahr | Titel Album                  | UK | Anmerkungen                         |
| ---- | ---------------------------- | --- | ----------------------------------- |
| 2008 | We Break the Dawn Unexpected | UK47 (2 Wo.)UK | Erstveröffentlichung: 31. März 2008 |

Weitere Singles
- 2002: Heart a Word
- 2002: Do You Know
- 2008: The Greatest
- 2008: Hello Heartbreak
- 2012: On the Run (mit Electric Giant Beatz)
- 2013: If We Had Your Eyes[17]
- 2013: Fire[18]
- 2013: You Changed (mit Beyoncé & Kelly Rowland)[19]
- 2014: Say Yes (feat. Beyoncé & Kelly Rowland)
- 2016: Believe in Me
- 2018: Fearless